# Kirche Langeneß

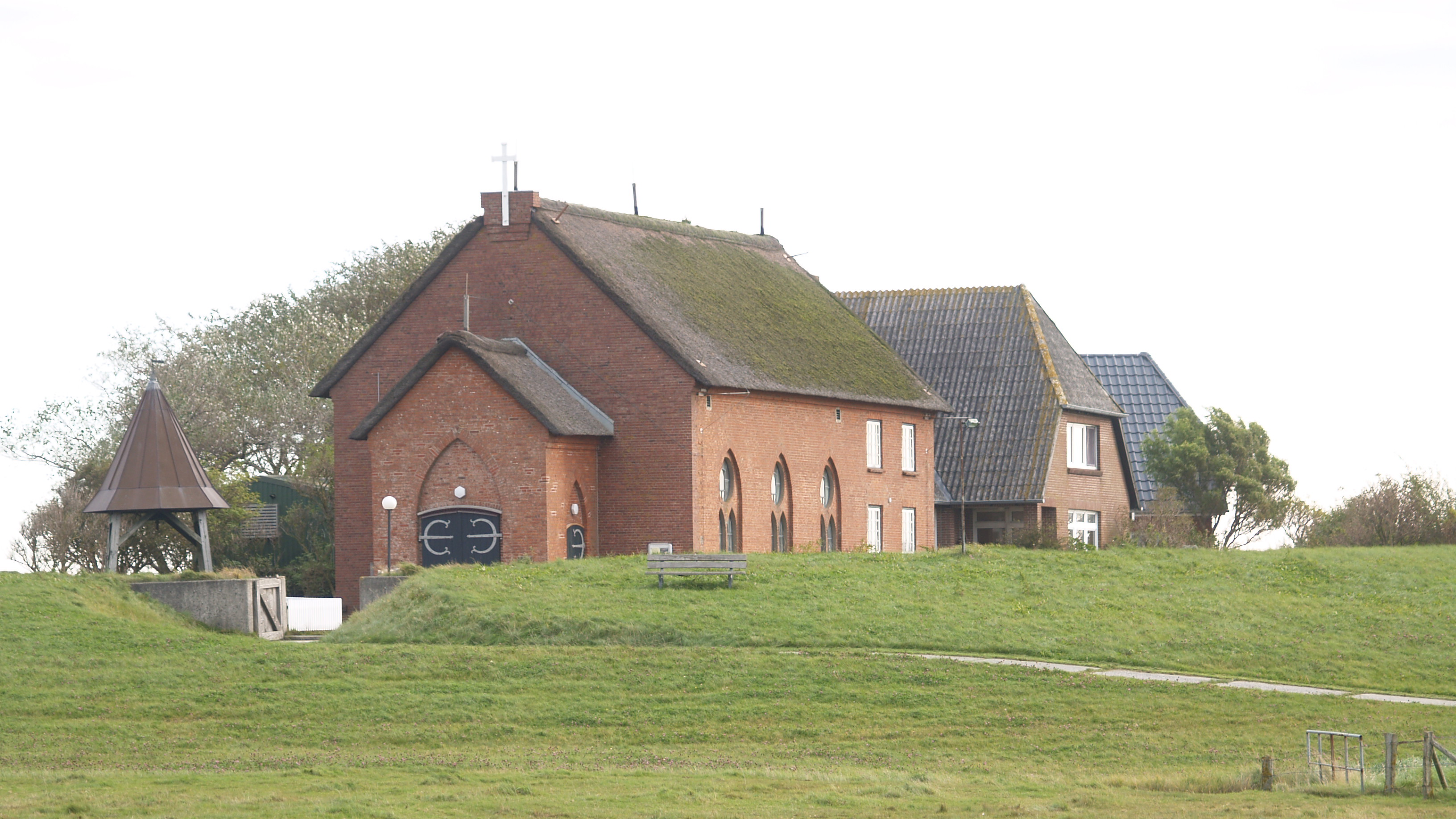
Ansicht von Südwesten

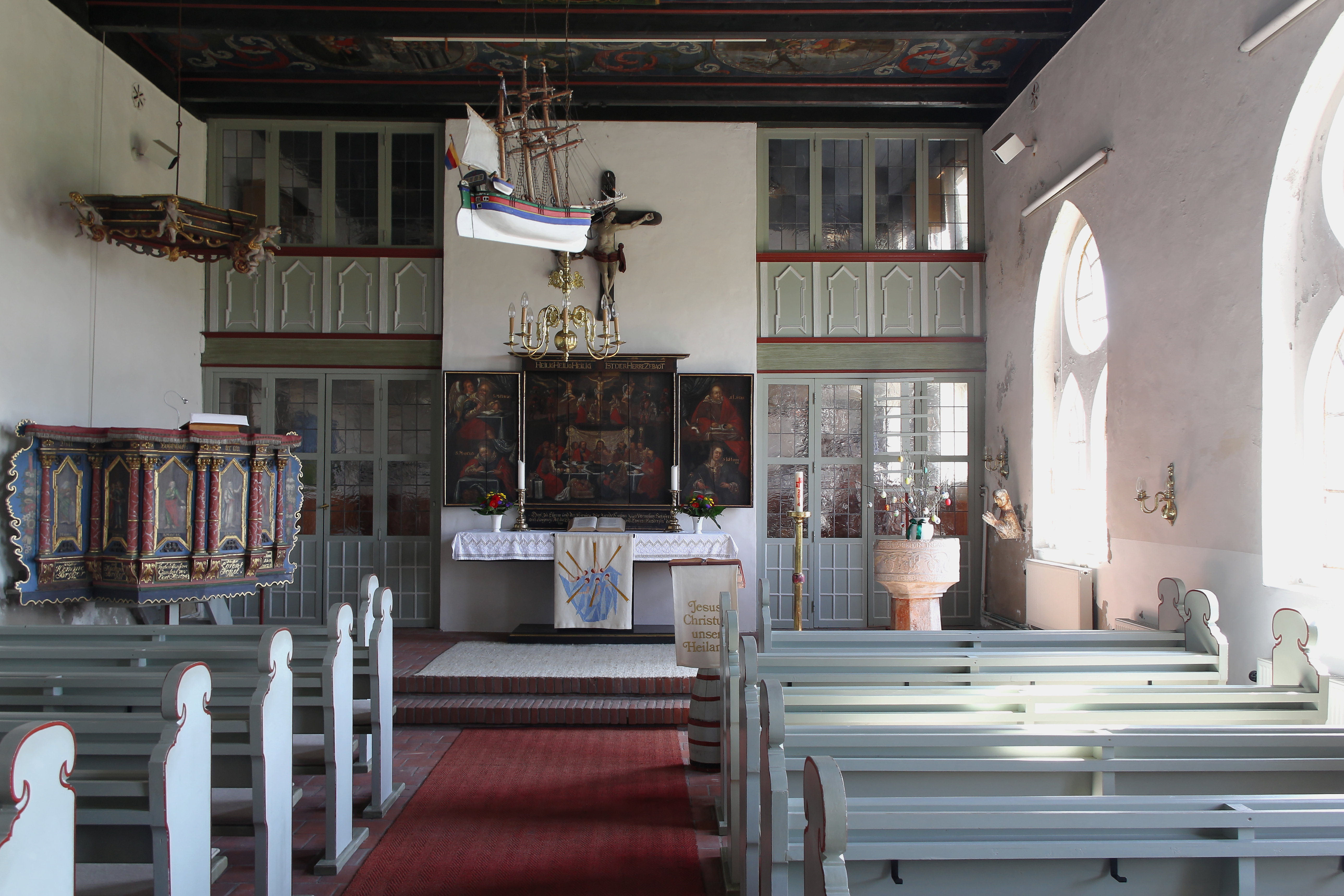
Innenraum

Die evangelisch-lutherische Kirche Langeneß ist die einzige Kirche auf der Hallig Langeneß. Sie liegt dort zentral auf der Kirchwarf und gehört zur Kirchengemeinde Langeneß-Nordmarsch im Kirchenkreis Nordfriesland der Evangelisch-Lutherischen Kirche in Norddeutschland.

## Vorgängerbauten
Bis zu den Landverlusten im 14. Jahrhundert gab es im Gebiet der heutigen Halligen viele Kirchspiele. Durch den Untergang einiger Kirchen gehörten die neu entstandenen Halligen Langeneß, Nordmarsch und Butwehl zunächst zu unterschiedlichen Kirchspielen auf benachbarten Inseln oder Halligen. Erst 1599 erhielt Nordmarsch wieder eine eigene Kirche. Diese musste aufgrund von Sturmfluten mehrfach neu aufgebaut und dabei auch verlegt werden. An den letzten Standort des 1838 endgültig abgebrochenen Gebäudes erinnert der Name der Kirchhofswarf, auf der heute noch der Friedhof der Hallig liegt.
Die Hallig Langeneß erhielt ihre erste Predigtstätte 1658 und 1666 den ersten ordentlichen Pastor. 1663 errichtete man bereits am heutigen Standort eine vollwertige Kirche, die 1725 von Grund auf erneuert und bis 1894 genutzt wurde.

## Bau und Geschichte
Das jetzige reetgedeckte Gebäude wurde 1894 auf den Fundamenten des Vorgängerbaus errichtet. Hierbei erweiterte man den westlichen Teil, teilte den östlichen Teil ab und richtete diesen als Schule ein. Nachdem die Schule in den 1960er-Jahren andere Gebäude erhalten hatte, konnte die Kirche 1975/76 umgestaltet und renoviert werden, wobei auch der frühere Schulteil in einen zweistöckigen Gemeindeteil umgewandelt wurde.
Heute liegt die Kirche auf einer Höhe von 4,44 m ü. NHN und damit bereits 3 m über dem mittleren Hochwasser. Zusätzlich ist sie durch einen Wall an der Warftkante geschützt, dessen Höhe 5,5 m ü. NHN beträgt.

## Ausstattung

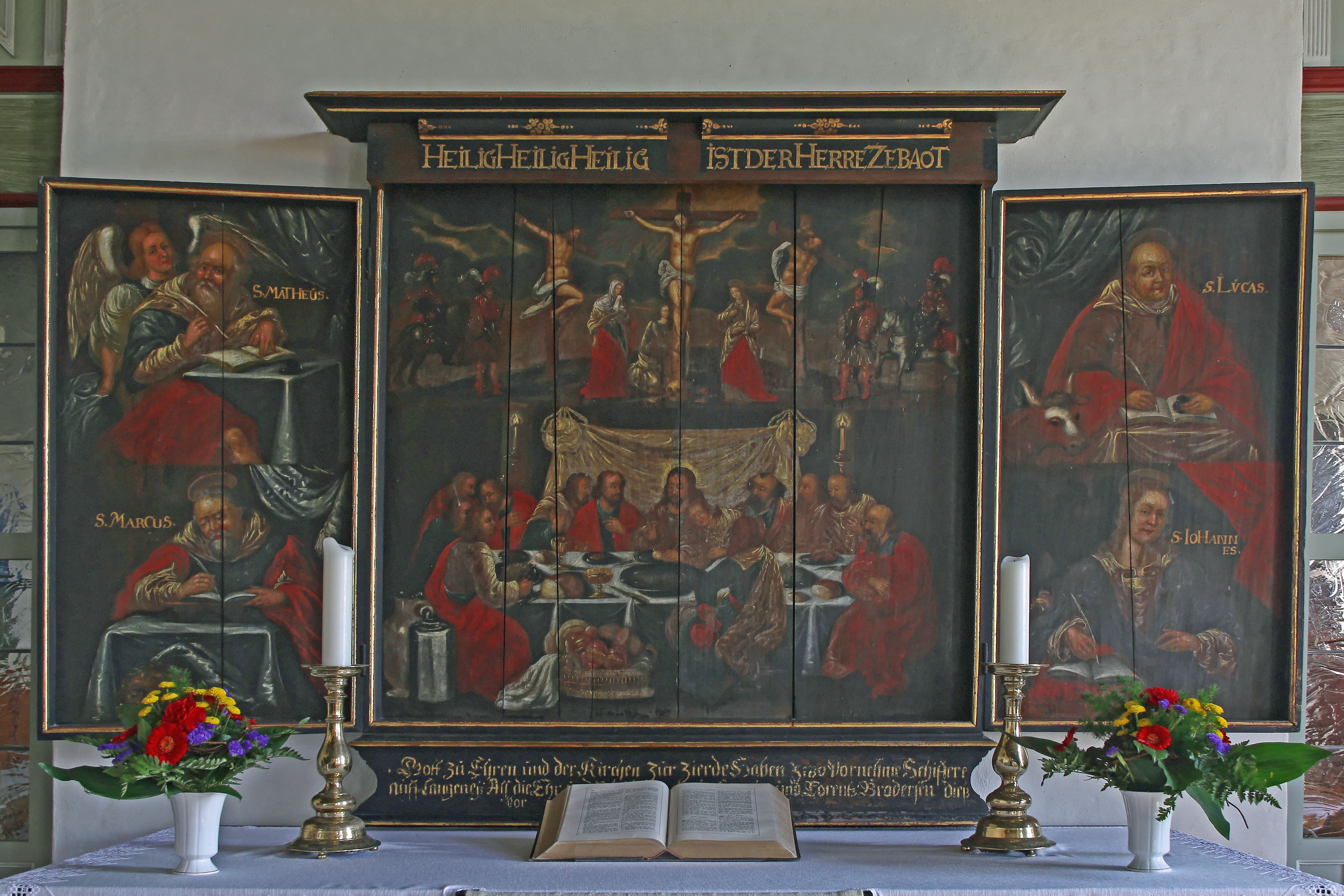
Flügelaltar

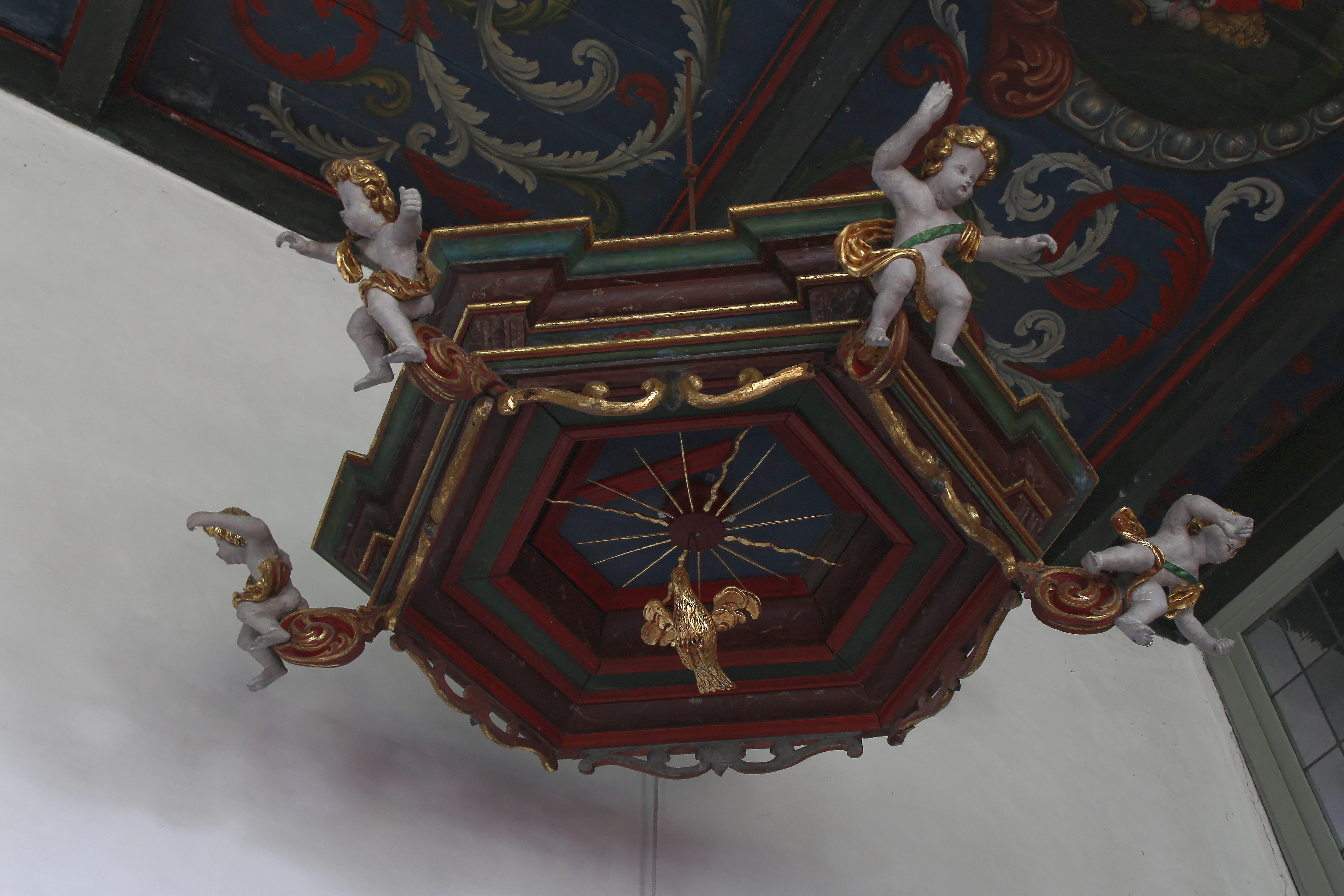
Schalldeckel der Kanzel

Ein Teil der heutigen Ausstattung stammt aus der alten Kirche von Nordmarsch, so der bemalte Flügelaltar von 1670, die Kanzel von 1696 und das Gestühl von 1686. Auffällig ist die 1730 mit biblischen Szenen bemalte Decke des Kirchenraums. Der Altar ist eine Stiftung zweier Schiffer aus Langeneß und zeigt wichtige Szenen des Neuen Testamentes, so die Kreuzigung Jesu, das letzte Abendmahl und die vier Evangelisten.
Innerhalb des Gebäudes stehen zwei Taufsteine. Ein aus Muschelkalk gefertigter Taufstein wird auf das 13. Jahrhundert datiert und steht heute im Eingangsraum, der heute für Taufen benutzte Taufstein im Hauptraum besteht aus Sandstein und stammt vom Ende des 16. Jahrhunderts.
Auf zwei Tafeln an der West- und Südwand werden chronologisch seit 1658 die Namen der Pastoren der Kirche eingetragen. Der Rahmen der älteren Tafel stammt dabei noch aus dem Jahr 1706. An der Nordwand und über dem Altar hängen zwei Kruzifixe, die beide auf das 17. Jahrhundert datiert werden.
Im 20. Jahrhundert kamen zur Ausstattung das Votivschiff, die Osterleuchter, der Kronleuchter und die im Watt vor Langeneß gefundene Skulptur an der Südwand hinzu.
Eines der bemerkenswertesten Stücke der ursprünglichen Innenausstattung, das 188 × 204 cm große Ölgemälde Die Enthauptung Johannes des Täufers, befindet sich heute im Husumer Schloss. Das Gemälde soll 1706 als Strandgut auf die Insel gekommen sein, es wird Gerard Seghers zugeschrieben und auf das Jahr 1620 datiert. Es wurde aufgrund seiner sehr realistischen Darstellung der Enthauptung auf der Hallig nicht lange öffentlich gezeigt. Carl Haeberlin fand es 1903 auf dem Dachboden der Kirche, ließ es aufwändig restaurieren und später nach Husum bringen.

## Glockenturm und Friedhof
Die Kirche besitzt an der Südseite einen kleinen Friedhof und vor der Nordwestecke einen Glockenstapel. Seine einzelne Bronzeglocke stammt aus dem Jahr 1957, wiegt 125 kg und hat den Schlagton f2. Direkt vor dem Glockenstapel stehen die Reste eines historischen Sandsteinsarges. In der Mitte des Friedhofes steht die Statue Rufer zu Gott der Hamburger Bildhauerin Gertrud Weiberlen, die auch auf dem Friedhof begraben ist.

## Fotografien und Karte
Koordinaten: 54° 38′ 26,5″ N, 8° 36′ 59,7″ O

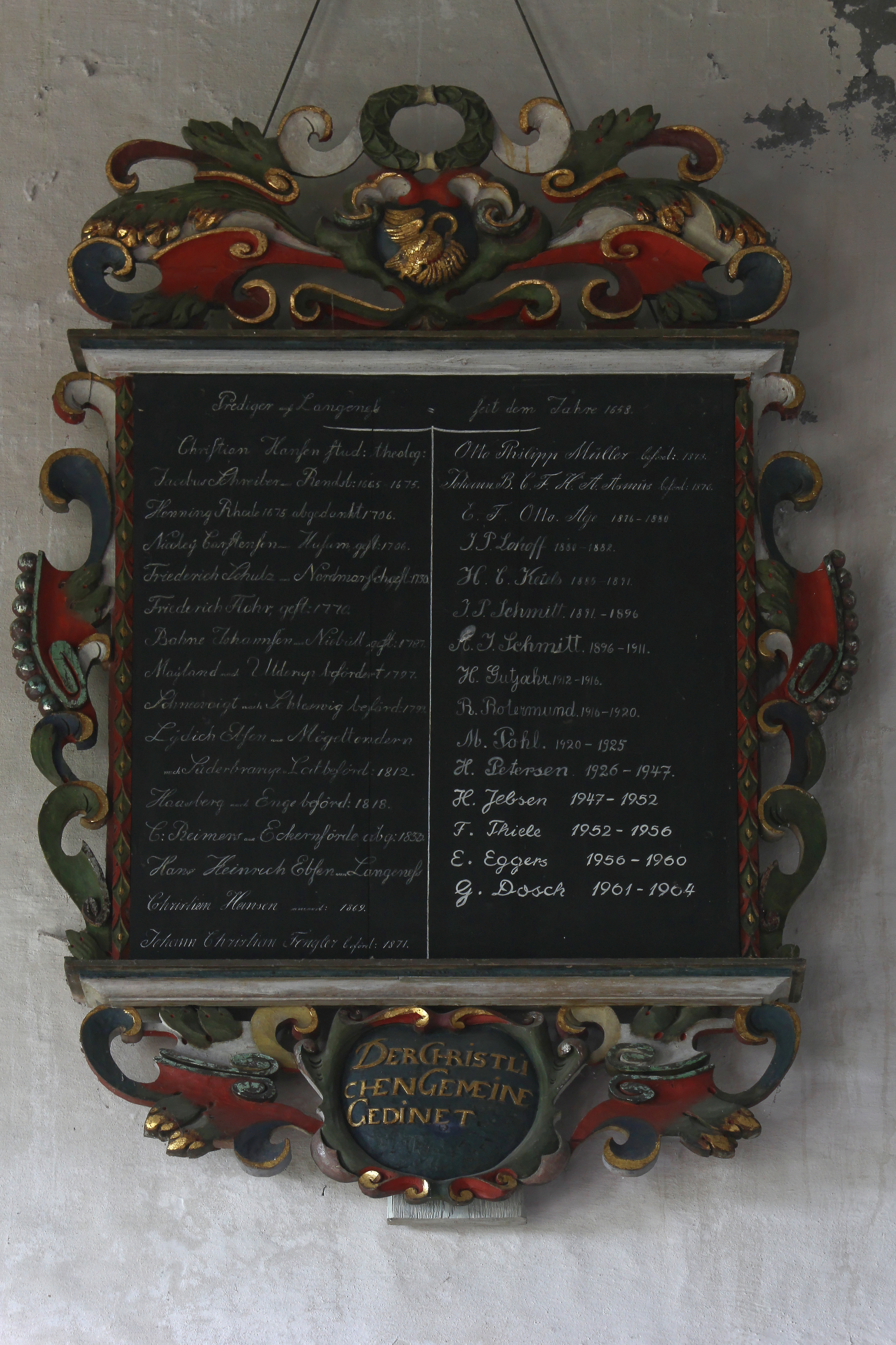
Pastorentafel
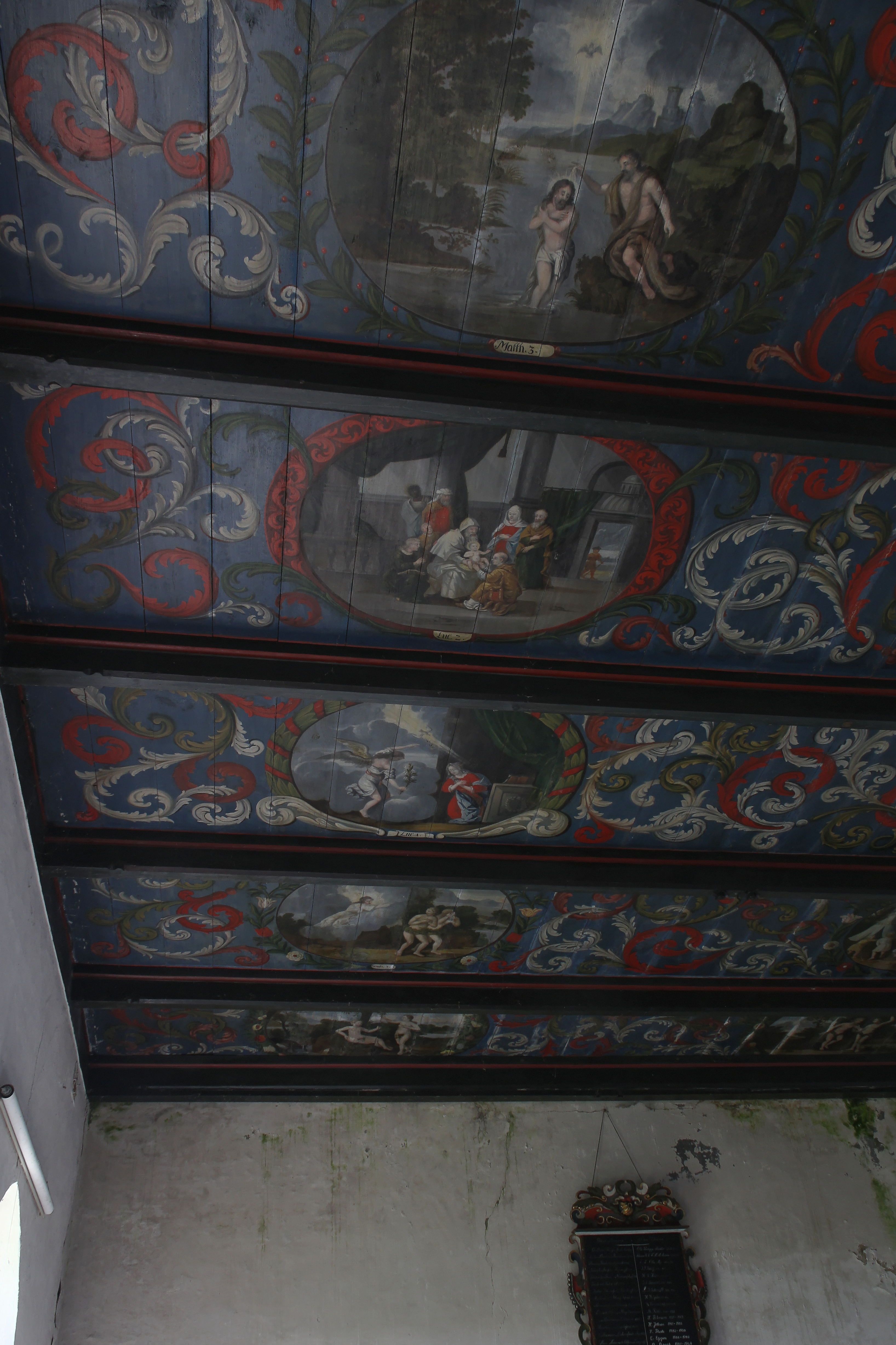
Bemalte Decke
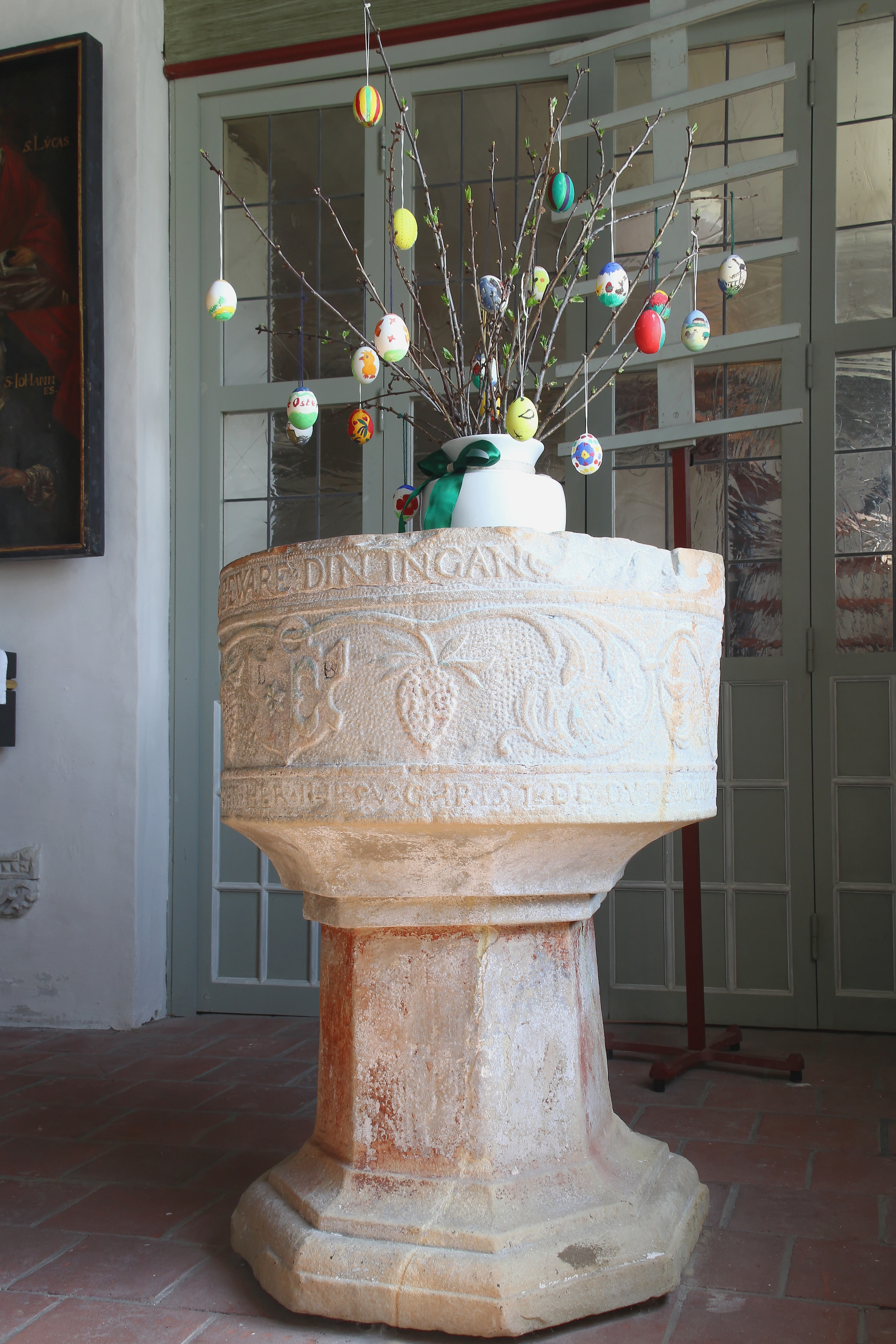
Taufstein
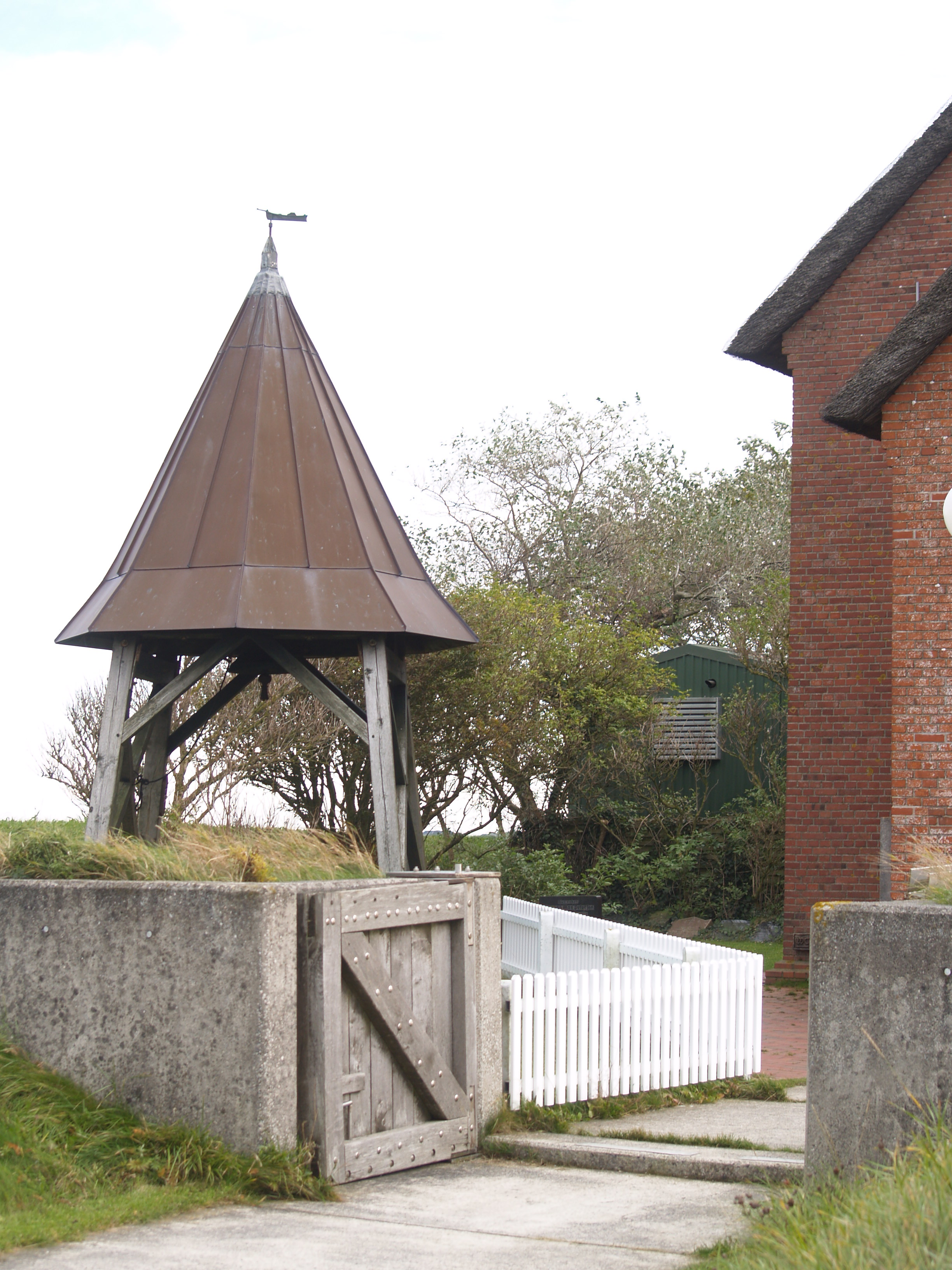
Glockenstapel und Flutschutztor